# Christoph Meiners

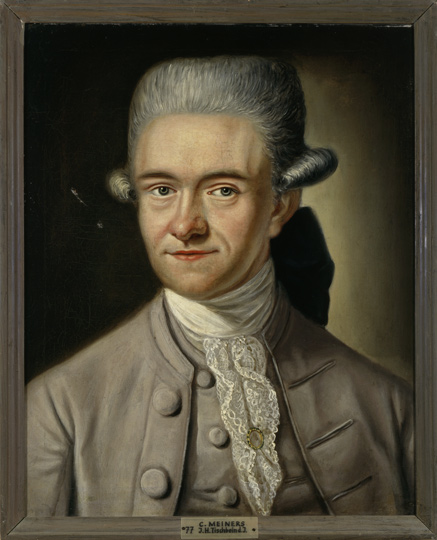
Christoph Meiners, Gemälde von Johann Heinrich Tischbein dem Jüngeren, um 1772, Gleimhaus Halberstadt

Christoph Meiners (* 31. Juli 1747 in Warstade; † 1. Mai 1810 in Göttingen) war Philosoph, Ethnograph, Professor der Weltweisheit in Göttingen und ein Vertreter der Popularphilosophie.

## Leben
Er wurde als Sohn eines Postmeisters geboren. Am Gymnasium in Bremen war er bei seinen Mitschülern wegen seines erzählerischen Talents beliebt.
Von 1767 bis 1770 war er an der Göttinger Universität immatrikuliert, wo er seine Arbeiten vorwiegend im Selbststudium betrieb. Manisches Lesen und besessenes Exzerpieren waren ihm zeitlebens die liebsten Beschäftigungen. Er betrachtete die Psychologie als Grundlage der Philosophie.
1772 veröffentlichte er anonym die Schrift Revision der Philosophie, in der er die „esoterische Philosophie“ (verkörpert durch Pythagoras) von der exoterischen Philosophie unterschied, die sich an die politischen Verhältnisse anpassen müsse. Gleichwohl fühle sich auch der esoterische Philosoph der Aufklärung verpflichtet: „Die Sonne erwärmt den Erdkreis auch dann, wann sie hinter den Wolken verborgen ist: ebenso kann die Art zu denken und zu urteilen das Publicum aufklären, wenn der Esoteriker gleich die ersten Principia, auf welchen er gründet, nicht sehen lässt.“
Trotz aller Sonderlichkeit wurde er 1772 in Göttingen zum außerordentlichen Professor und 1775 zum ordentlichen Professor der Philosophie ernannt. Er vermittelte Reichs- und europäische Staatengeschichte.
In seinem Grundriß der Geschichte der Menschheit von 1785 übernahm und popularisierte er die von dem Anthropologen Johann Friedrich Blumenbach eingeführte, rassentheoretische Unterscheidung, dass „das gegenwärtige Menschengeschlecht aus zween Hauptstämmen bestehe, dem (…) Kaukasischen, und dem Mongolischen Stamm: daß der letztere nicht nur viel schwächer von Cörper und Geist, sondern auch viel übel gearteter und tugendleerer (…) sey“.
Sein Widersacher war der Naturforscher Georg Forster.
1788 wurde er, zum Missfallen seines Kollegen Georg Christoph Lichtenberg, in den Rang eines Hofrats erhoben. Seit 1808 war er auswärtiges Mitglied der Bayerischen Akademie der Wissenschaften.
Von 1788 bis 1791 gab er zusammen mit Johann Georg Heinrich Feder die Philosophische Bibliothek heraus.
Ferner gab er von Januar 1787 bis August 1791 zusammen mit Ludwig Timotheus Spittler das Göttingische Historische Magazin heraus. Nach Beginn der Französischen Revolution 1789 setzte er sich über Freiheitsrechte von „Negern“ jenseits und Juden diesseits des Atlantik auseinander.
Sein Werk Über die Verfassung, und Verwaltung teutscher Universitäten (Göttingen 1801–1802) diente als Vorbild der Statuten der russischen Universitäten Dorpat (Tartu), Moskau, Charkow und Kasan. Meiners' 1801 veröffentlichte Kurze Geschichte und Beschreibung der Stadt Göttingen galt lange als ernsthafte Schilderung eines „Göttinger Historikers“, bis sie von Sabine Kastner 1988 in Teilen in Frage gestellt werden konnte: Meiners zeichnete für die (selbst nicht erlebte) Zeit vor 1734 ein Negativbild der Stadt, um insbesondere die vorteilhaften Folgen der Universitätsgründung herauszustellen.
Ab 1803 war Meiners als Berufungsagent des Kurators der Moskauer Universität, Michail Murawjow tätig. Meiners vermittelte eine Reihe von Göttinger Wissenschaftlern an die Moskauer Universität, so 1803 den Mathematiker Ide, den Philosophen Reinhard, den Statistiker Heinrich Moritz Gottlieb Grellmann. Es folgten der Philologe Johann Gottlieb Buhle (1763–1821), der Chemiker Reuss (oder Reiss), der Botaniker Hoffmann, der Jurist Christian Steltzer sowie der Mediziner und Naturforscher Gotthelf Fischer von Waldheim.
Als Zuträger berichtete er in der Franzosenzeit verdeckt an Johannes von Müller, bei der Regierung in Kassel Staatsminister und 1808/09 Direktor des öffentlichen Unterrichts im Königreich Westphalen unter König Jérôme, über die Aktivitäten der Landsmannschaften unter den Göttinger Studenten und andere „Missstände“ an der Georgia-Augusta. Dabei machte er auch vor Berichten über den in studentischen Fragen gemäßigten amtierenden Prorektor, den Professor Johann Gottfried Eichhorn, nicht halt. Auch Eichhorns Nachfolger Karl Friedrich Stäudlin wird als Gegenstand der Berichterstattung eingehend kommentiert.

## Schriften (Auswahl)
- Revision der Philosophie. 1772, anonym.
- Versuch über die Religionsgeschichte der ältesten Völker, besonders der Egyptier. Göttingen 1775.
- Geschichte des Ursprungs, Fortgangs und Verfalls der Wissenschaften in Griechenland und Rom 1781, 2 Bände.
- Geschichte des Luxus der Athenienser von den ältesten Zeiten an bis auf den Tod Philipps von Makedonien. 1782.
- Grundriß der Geschichte der Menschheit. 1785 (Digitalisat)
  - 2. Auflage. 1793 (Digitalisat)
- Beschreibung Alter Denkmäler in Allen Theilen Der Erde. 1786.
- Grundriß der Geschichte der Weltweisheit. Verlag der Meyerschen Buchhandlung, Lemgo 1786.
- Grundriß der Theorie und Geschichte der schönen Wissenschafften. 1787 (Digitalisat)
- Nachrichten über die neuesten Verbesserungen des Julius-Hospitals in Würzburg. In: Göttingisches Historisches Magazin. Band 1, 1787, S. 441–469.
- Ueber den thierischen Magnetismus. 1788.
- Geschichte des weiblichen Geschlechts. 1788–1800. (Digitalisat: Band 1)
- Anweisungen für Jünglinge zum eigenen Arbeiten[,] besonders zum Lesen, Excerpiren, und Schreiben. Helwing, Hannover 1789.
- Ueber die Natur der afrikanischen Neger (und die davon abhängige Befreyung, oder Einschränkung der Schwarzen).  In: Göttingisches Historisches Magazin. Band 6, 1790, S. 385–456 (ub.uni-bielefeld.de). (Nachdruck hrsg. und mit einem Nachwort von Frank Schäfer: Werhahn Verlag, Hannover 2000, ISBN 3-932324-02-1).
- Aus Briefen über die Schweiz. Reisen im Sommer 1782 und 1788. 1791.
- Historische Vergleichung der Sitten, und Verfassungen, der Gesetze, und Gewerbe, des Handels, und der Religion, Wissenschaften, und Lehranstalten des Mittelalters mit denen unseres Jahrhunderts in Rücksicht auf die Vortheile, und Nachtheile der Aufklärung. 3 Bd., Helwing, Hannover 1793–1794.
- Leben Ulrichs von Hutten. 1797.
- Lebensbeschreibungen berühmter Männer aus den Zeiten der Wiederherstellung der Wissenschaften. 1797, 3 Bände.
- Allgemeine kritische Geschichte der ältern und neuern Ethik oder Lebenswissenschaft nebst einer Untersuchung der Fragen: Gibt es dann auch wirklich eine Wissenschaft des Lebens? Wie sollte ihr Inhalt, wie ihre Methode beschaffen seyn? 2 Bände. Dieterich, Göttingen 1800–1801 (2. Band unter dem Titel: Allgemeine kritische Geschichte der Ethik oder Lebenswissenschaft; (Digitalisat))
- Kurze Geschichte, und Beschreibung der Stadt Göttingen, und der umliegenden Gegend. Haude und Spencer, Berlin 1801. (Digitalisat)
- Über die Verfassung, und Verwaltung teutscher Universitäten. 2 Bände, Johann Friedrich Röwer, Göttingen 1801–1802. (Digitalisat Band 1) – Nachdruck: Scientia-Verlag, Aalen 1970, ISBN 3-511-00650-3.
- Beschreibung einer Reise nach Stuttgart und Strasburg im Herbste 1801. 1803.
- Allgemeine und kritische Geschichte der Religionen. 2 Bände. Hannover 1806–1807.
- Untersuchungen über die Verschiedenheiten der Menschennaturen. 3 Bände. Cotta, Tübingen 1811–1815 (Digitalisate: Band 1, Band 2, Band 3).